# フォルテピアノ

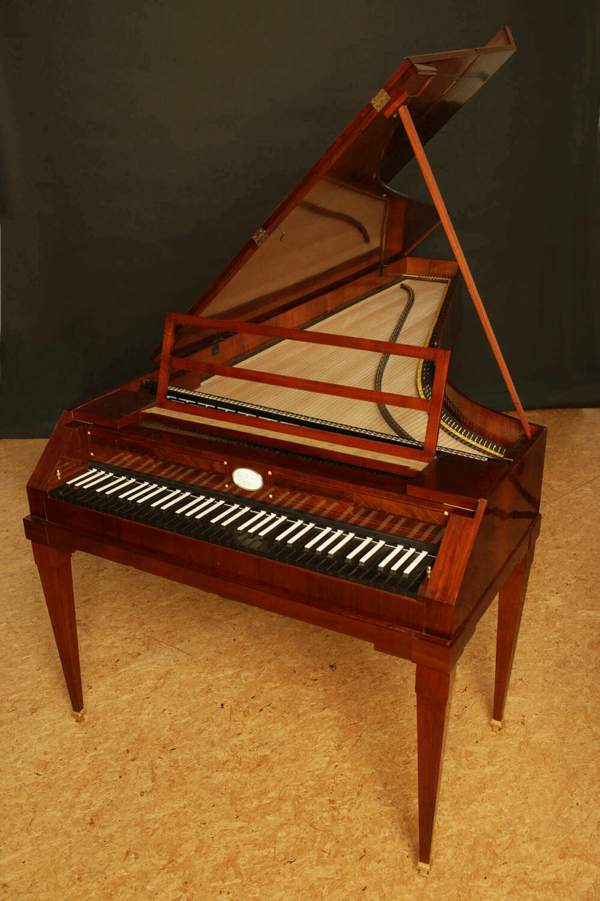
ポール・マクナルティによるWalter & Sohnの1805年頃の楽器の復元楽器

フォルテピアノは18世紀から19世紀前半の様式のピアノを、20世紀以降のピアノと区別する際に用いられる呼称である。これに対して現代のピアノを特に指す場合はモダンピアノという呼称が用いられる。

## 用語
ピアノという楽器の名称は、イタリア語のgravicembalo col piano e forte（優しく、また大きく鳴るチェンバロ）、もしくはその類似表現の省略形に由来している。したがって、現代のピアノ（モダンピアノ）のより正式な名称も「ピアノフォルテ」あるいは「フォルテピアノ」であるが、19世紀前半以前の様式のピアノを、モダンピアノと区別して特定する必要がある時に、古風な「フォルテピアノ」という用語が慣例的に用いられている。英語圏、イタリア語圏、日本語圏などでは「フォルテピアノ」が用いられるほか、フランス語圏では「フォルテピアノ（forte-piano）」および「ピアノフォルテ（piano-forte）」、ドイツ語圏では「ハンマークラヴィーア（Hammerklavier）」および「ハンマーフリューゲル（Hammerflügel）」が用いられる。一方、ロシア語「фортепиано」、ウクライナ語「фортепіано」、ポーランド語「fortepian」のように、現代のピアノを「フォルテピアノ」に相当する単語で呼ぶ言語もある。

## 構造
フォルテピアノは革で覆われたハンマーをもち、チェンバロに近い細い弦が張られている。ケースはモダンピアノよりかなり軽く、金属のフレームや支柱はモダンピアノに近づいた後期の物を除いては使用されていない。アクション、ハンマーはともに軽く、モダンピアノよりも軽いタッチで持ち上がり、優れた楽器では反応が極めてよい。
発明当初の音域はおよそ4オクターヴであり、徐々に拡大した。モーツァルト（1756–1791）の作曲したピアノ曲は約5オクターヴの楽器のために書かれている。ベートーベン（1770–1827）のピアノ曲は当時の音域の漸増を反映しており、最末期のピアノ曲は約6オクターヴの楽器のために書かれている。
モダンピアノと似たペダル機構はフォルテピアノの発明当初より存在したが、足ペダルではなくハンドレバーや膝レバーを備えた楽器もある。

## 音
モダンピアノと同様、フォルテピアノは奏者のタッチによって音の強弱に変化を付けることが出来る。しかし音の響きはモダンピアノとかなり異なり、より軽快で、持続は短い。
また音域ごとにかなり異なる音色を持つ場合が多く、おおまかにいって、低音域は優雅で、かすかにうなるような音色なのに対し、高音域ではきらめくような音色、中音域ではより丸い音色である。

## 歴史

### クリストフォリの発明

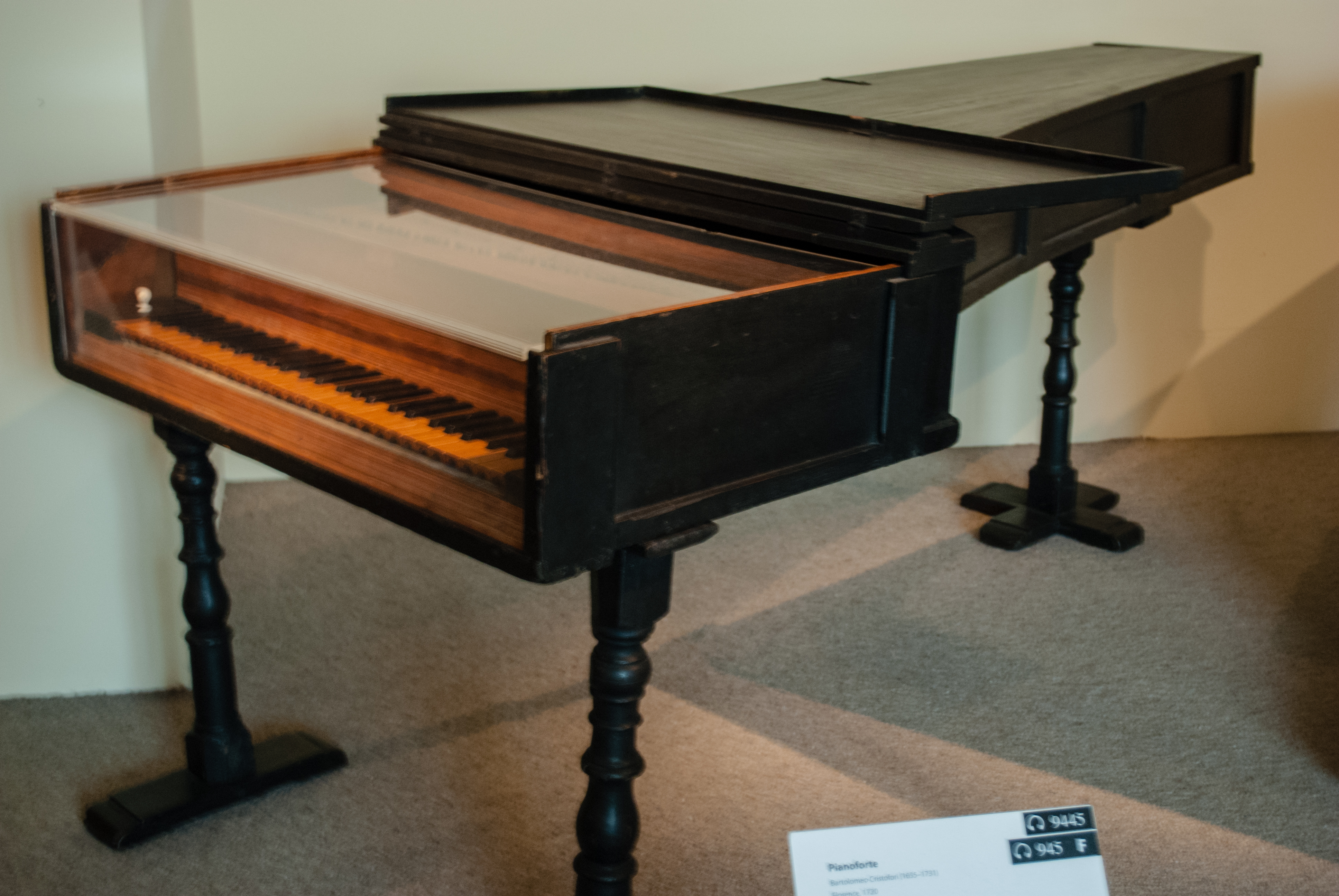
1720年製、現存する最古のピアノ（メトロポリタン美術館）

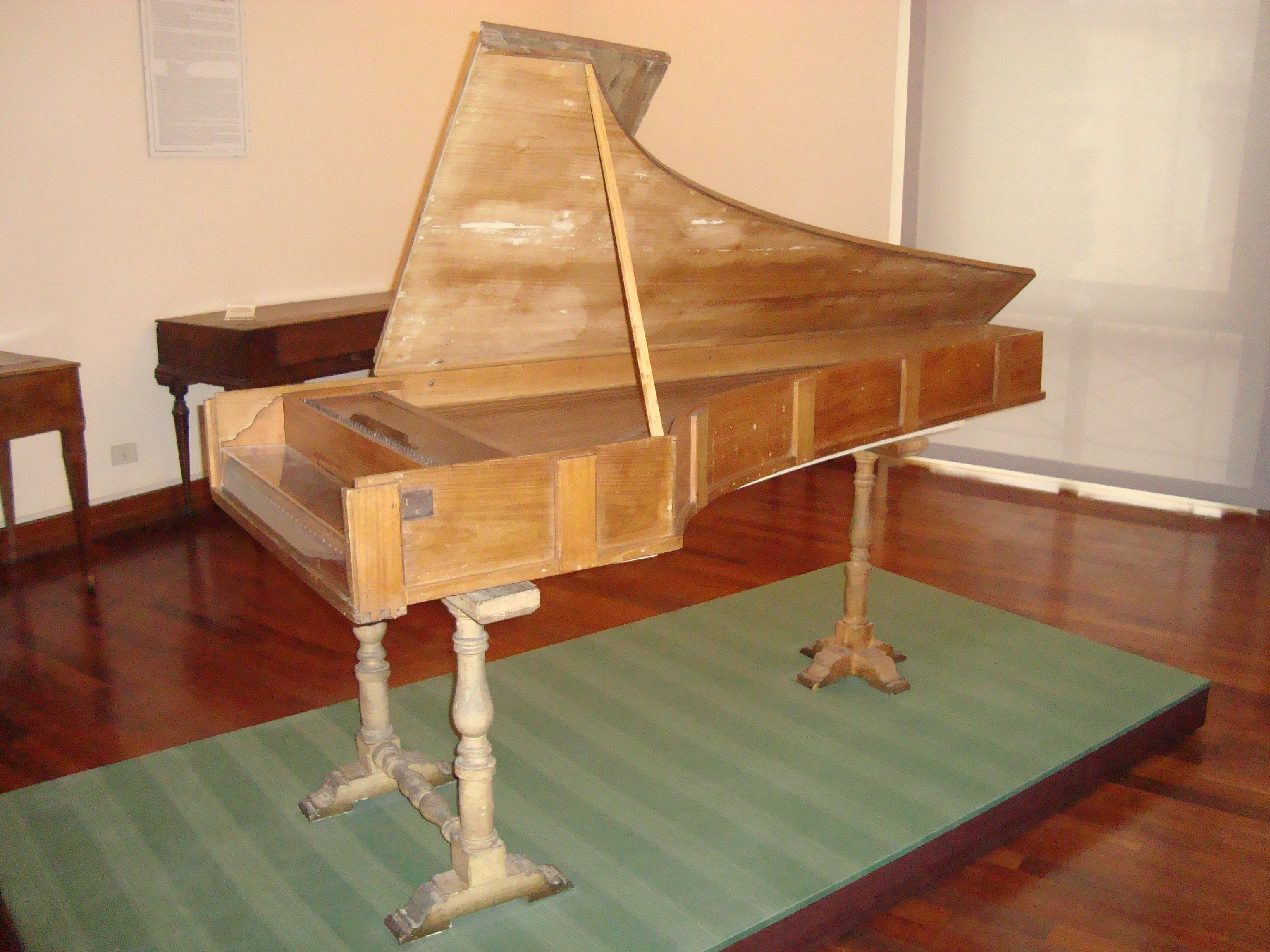
1722年製のピアノ（ローマ・イタリア国立楽器博物館）

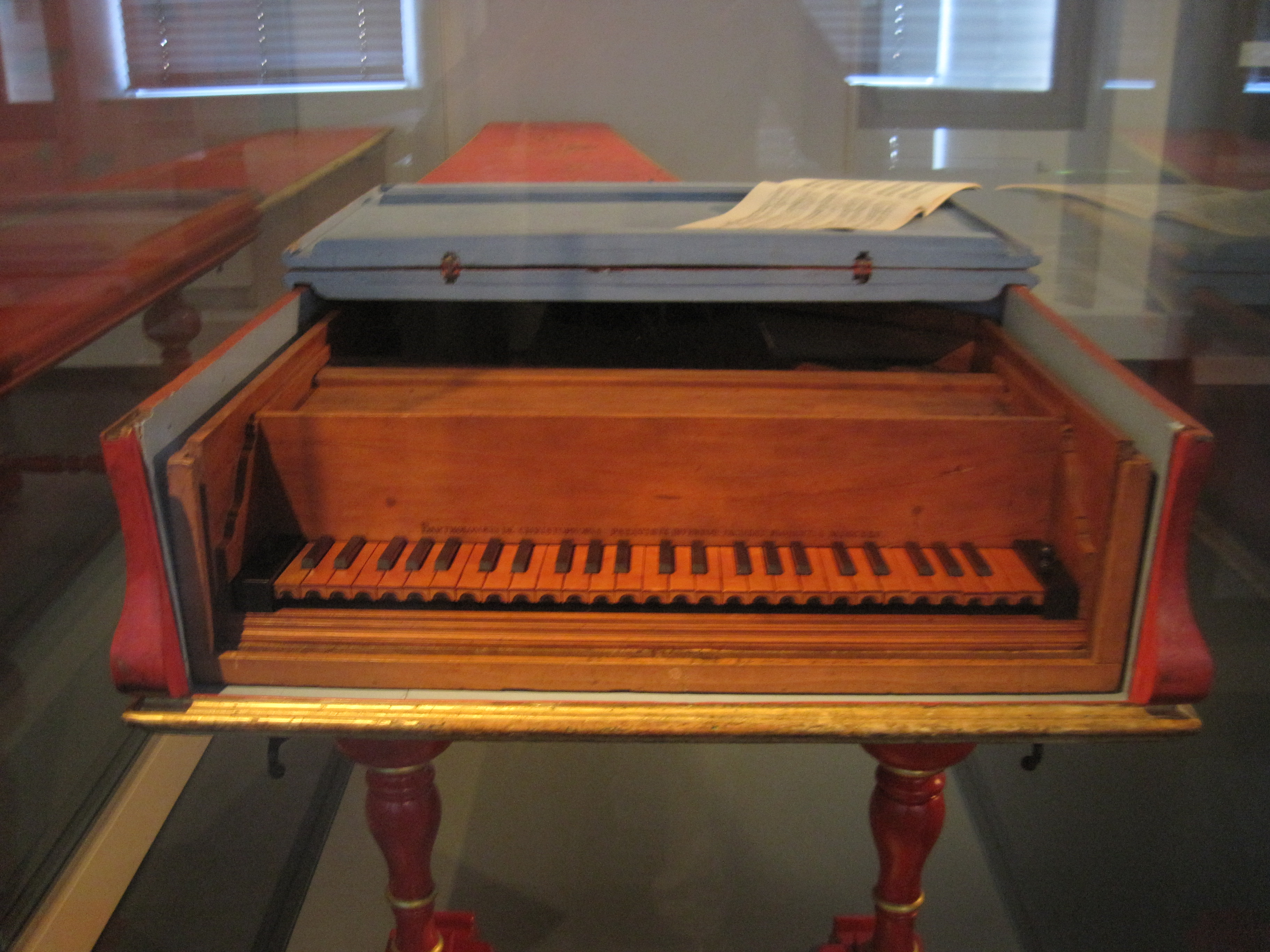
1726年製のピアノ（ライプツィヒ大学楽器博物館）

現在「フォルテピアノ」と呼ばれる楽器は、1700年頃にフィレンツェにてチェンバロ製作家のバルトロメオ・クリストフォリによって考案された。クリストフォリは1720年代までこの楽器の開発を続けた。現存する3台のクリストフォリの楽器はこの時期のものである。
現存最古の信頼できるフォルテピアノの記録は、クリストフォリのパトロンであったメディチ家の1700年の日付をもつ目録にみえる。目録中の記述は次のように始まっている。"Un Arpicembalo di Bartolomeo Cristofori di nuova inventione, che fa' il piano, e il forte, a' due registri principali unisoni, con fondo di cipresso senza rosa..." （「1台のアルピチェンバロ、バルトロメオ・クリストフォリによる新規発明、優しく、また大きく響くもの、ユニゾンに調律した2レジスター、ローズ無しのイトスギの響板…」）。
他の史料としてフェデリゴ・メッコリがジョゼッフォ・ツァルリーノの『ハルモニア教程』 (Le istitutioni harmoniche) の余白に記した記述がある。メッコリは次のように記している。「これらの方法によって "Arpicimbalo del piano e forte" を演奏することができる。（この楽器は）もっとも高貴なるフェルディナンド・トスカーナ大公子殿下のチェンバロ製作家、パドヴァのバルトロメオ・クリストファニ師（原文ママ）によって1700年に発明された」。
クリストフォリの楽器は、優れたアクションで今日高く評価されており、ある面では後の楽器の多くよりも巧妙で優れた機構を持っている。また、ハンマーの打撃に耐えるためには弦に充分な張力が必要であるが、クリストフォリの楽器は、同時代のチェンバロよりも頑丈な構造を持ち、より太い弦が高い張力で張られている。弦は全音域で1音に2弦ずつ張られ、後のあらゆるピアノと同様、ハンマーが複数の弦を同時に叩くようになっている。さらに、クリストフォリの楽器には、現代のピアノのソフトペダルに相当する機構も備わっている。ソフトペダルはハンマーが叩く弦の数を減らすようにする機構で、クリストフォリの楽器ではハンドストップを使用している。ただし、モダンピアノのソフトペダルがクリストフォリの発明の直系なのか、独立に発明されたのかは明らかでない。

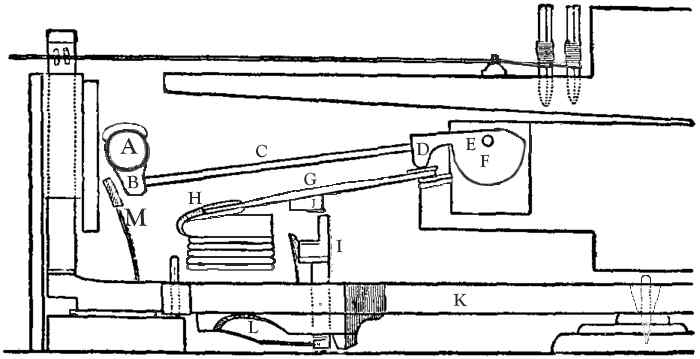
クリストフォリのハンマーアクション機構

### 普及の開始
クリストフォリの楽器は、1711年にフランチェスコ・スキピオーネ（スキピオーネ・マッフェイ）によるヴェネツィアの Giornale de'letterati d'Italia 掲載記事によって有名になった。この記事には、クリストフォリの発明の要である、アクションの図解も掲載されていた。1719年にはスキピオーネの著書に再録され、更にヨハン・マッテゾンの『音楽評論』（Critica Musica）にドイツ語の翻訳が収められた（1725年）。恐らくこのマッテゾンの書を通じて、ドイツ語圏にフォルテピアノが普及していく。
クリストフォリの楽器の普及は、当初はかなりゆっくりであった。これはチェンバロよりも製作が難しく、極めて高価であったためと推測されている。しばらくの間、フォルテピアノは王族の楽器であり、クリストフォリ製作やクリストフォリ風の楽器は、ポルトガルやスペインの宮廷で演奏されていた。ドメニコ・スカルラッティの弟子でもあったスペイン王妃バルバラ・デ・ブラガンサは数台のフォルテピアノを所有していたことで知られており、スカルラッティ本人もフォルテピアノを演奏していた可能性がある。個人でフォルテピアノを所有した最初期の人物には、カストラートのファリネッリがいるが、ファリネッリの楽器は、バルバラの死後譲り受けたものであった。
特にフォルテピアノのために書かれた最初の楽曲、ロドヴィコ・ジュスティーニの「ツィンバロ・ディ・ピアノのためのソナタ」（Sonate da cimbalo di piano, 1732年）が書かれたのもこの時期である。この作曲は単発的なものであり、ジェームス・パラキラスは、ジュスティーニの王族のパトロンたちはこのような楽曲の出版はジュスティーニにとって名誉となると考えていたと推測している（Parakilas, 1999）。楽器が高嶺の花であるうちは、フォルテピアノのための楽曲の市場はなかったと考えられる。
フォルテピアノが本格的に人気を得るのは1760年代になってからであったようだ。この時期から、公衆の前での演奏の記録があり、フォルテピアノのためと記された楽曲の出版も幅広く行われるようになった。「強い音と弱い音」を交互に出すことを作曲家が楽譜で頻繁に指示することも、目だって増えてくる。

### ジルバーマンの楽器
ドイツ語圏でのフォルテピアノの製作を始めたのはゴットフリート・ジルバーマンであった。ジルバーマンはドイツのフライベルクで活動しており、1730年頃よりクリストフォリの設計に基づいてピアノの製作を始めた。クリストフォリが王室の保護を受けていたのと同様、ジルバーマンもプロイセンのフリードリヒ大王の庇護を受け、フリードリヒはジルバーマンの楽器を数多く購入した。
ヨハン・ゼバスティアン・バッハが1736年頃におこなったジルバーマンの楽器の批判は著名であるが、後の1747年にベルリン訪問中に触れたジルバーマンのピアノは、バッハにも評価されたようである。パラキラスの説によれば、ジルバーマンの楽器の向上は、スキピオーネの記事だけに頼っていたのを、実際にクリストフォリのピアノに接する機会を得たことによるものであった。スキピオーネの記事の図解は、現存するクリストフォリ・ピアノと一致しないが、これはスキピオーネが間違った（スキピオーネ自身が記憶に基づいて書いたとしている）ものか、クリストフォリがスキピオーネの記事後にアクションを改良したものと考えられる。
ジルバーマンの功績と見なされているものに、ダンパーペダルの原型の発明がある。ダンパーペダルは、全ての弦から一度にダンパーを取り払う機構で、これにより全弦が自由に振動する。ジルバーマンが開発したのはハンドストップであり、演奏を中断しないと操作できないものであった。古典派の時代を通じて、膝レバーやペダルによる操作機構が備えられたが、全てのダンパーをあげるのは主にその音色を特別に利用するためであった。

### ウィーンスクール
ジルバーマンのあとに続いたピアノ製作家たちはクリストフォリのアクションよりも簡潔な構造のアクションを開発し、遂にはエスケープメント（鍵が押されている間にハンマーが元の位置に戻る機構）すら欠くアクションまで開発した。このような楽器は批判の対象となったが（モーツァルトが父レオポルトに宛てた1777年の手紙が特によく知られる）、製作が容易で、スクエア・ピアノに多く用いられた。

#### シュタイン
ジルバーマン後の時期の最も重要な製作家の一人に、その弟子でドイツのアウクスブルクで活動したヨハン・アンドレアス・シュタインがいる。シュタインのフォルテピアノのアクションは、従来の「突き上げ式」に対し「跳ね上げ式」と呼ばれる。「突き上げ式」との最大の違いはハンマー構造体そのものが鍵盤上に載っていることで、ハンマーヘッドは奏者側にくる。奏者が鍵盤を押すとハンマー支点を基準にハンマーヘッドから反対側にあるビークと呼ばれる鳥のくちばし状の突起が鍵盤後方にあるエスケープメント機構にひっかかることによりハンマーが打弦する。ビークはエスケープメントに軽く接しているだけなので、跳ね上がる角度により簡単に外れる構造になっている。なお、下記の構造模型にはエスケープメントから外れたハンマーヘッドを一時的に保持するチェック機構があるが、オリジナルのシュタインのピアノにはこの構造はなく、後日アントン・ワルターにより加えられたものと考えられている。この打鍵方式は、その後ウィーンで19世紀半ばに至るまで広く用いられたところから、今日一般に「ウィーン・アクション」と呼ばれる。ウィーン・アクションはクリストフォリ・アクションよりも簡単な構造を持ち、奏者のタッチに極めて敏感に反応する。エドウィン・リピンによれば、ウィーン式のフォルテピアノの打鍵に必要な力は、モダンピアノの半分、押し続けるのに必要な力は四分の一に過ぎないという（Ripin, 1986）。このことから、ウィーン式のフォルテピアノの演奏には、現代のモダンピアノの名手のような運動能力よりも、微妙なタッチのコントロールが要求される。

シュタインは楽器に使用する木材を極めて過酷な環境にさらす工程をおき、これによって木材に入ったヒビにくさびを打ち込んで埋めた。このことによりシュタイン・ピアノは長い寿命を得ることができ、このことについてはモーツァルトも言及しているほか、今日残存している楽器も複数ある。

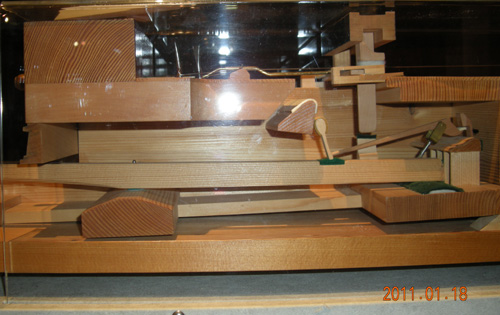
シュタインによるハンマーアクションの構造模型、浜松楽器博物館で撮影。

シュタインのピアノ製作業は娘のナネッテ・シュトライヒャーとその夫ヨハン・アンドレアス・シュトライヒャーによってウィーンで続けられ、成功を収めた。シュトライヒャー夫婦はベートーヴェンの友人で、ベートーヴェンもシュトライヒャー・ピアノを所有していた。

その他の製作家
もう一人の重要なウィーンスクールの製作家はアントン・ワルターである。ワルターはモーツァルトの友人で、シュタインの楽器よりもやや力強い音の楽器を製作した。前述の1777年の手紙に見えるように、モーツァルトはシュタインのピアノを極めて高く評価していたが、本人の所有ピアノはワルターのものであった。シュタインとワルターの楽器は、今日の新しいフォルテピアノの製作におけるモデル楽器として広く利用されている。
アンドレアス・シュタインやヴァルターより後の時代のまた一人の重要な製作家にコンラート・グラーフがいる。グラーフはベートーヴェンの最後のピアノの製作家で、ウィーンで最初にピアノの大量生産を大規模な事業として行った人物のひとりである。

### イギリスの製作家

#### ツンペ

ツンペのシングル・スクエア・ピアノのアクション概念図。1) 鍵, 2) ジャック（ワイヤの上に革製の鋲、「老人の頭」）, 3) リア・ガイド（クジラのヒゲ製、鍵を安定させる）, 4) ハンマー, 5) ジャック（クジラのヒゲ、「モップの柄」と呼ばれる）, 6) ダンパー, 7) ダンパー・スプリング（クジラのヒゲ）

イギリスのフォルテピアノ製作は、ヨハン・クリストフ・ツンペに始まる。ツンペはドイツから移って、著名なチェンバロ製作家バーカット・シュディの工房でしばらく働いた後、1760年代の半ばから末にかけて、安価なスクエア・ピアノの生産を始めた。ツンペのスクエア・ピアノはエスケープメントのない、極めて簡単なアクション（「老人の頭」とも呼ばれる）をもっていた。フォルテピアノの技術的発展という点ではほとんど功績はないものの、ツンペの楽器は極めて人気が高く、イングランドの外でも模倣され、またフォルテピアノがチェンバロに取って代わるのに大きく貢献した。このようなスクエア・ピアノはまた、ヨハン・クリスティアン・バッハを代表とする1760年代のピアノによる公開演奏に主に用いられた楽器であった。

#### バッカース、ブロードウッド、ストッダード
アメリクス・バッカースは、シュディの工房の職人であったジョン・ブロードウッドとロバート・ストッダードとともに、ツンペのアクションよりも改良されたアクションを作り出した。「イングリッシュ・グランド・アクション」と呼ばれるこのアクションは、エスケープメントとチェック（落ちてきたハンマーヘッドを受け止める部品）をもち、ウィーン・アクションよりも大きく、しっかりとした響きを実現した代わりに、より深いタッチを必要とし、反応が相対的に鈍い。これらの製作家の手になる初期のイギリスの初期のグランド・ピアノは、外見はシュディのチェンバロに似て、どっしりとしており、優雅で、派手さを抑えた化粧張りで飾られている。同時代のウィーンスクールの楽器（1音2弦）と異なり、イギリスのグランド・フォルテピアノは1音3弦を張っていた。

#### ブロードウッド
ジョン・ブロードウッドは親方の娘（バーバラ・シュディ）と1769年に結婚し、最終的にはシュディの工房を継いで、ブロードウッド社（Broadwood company）と改名した。ブロードウッド社はフォルテピアノの発展に大きく貢献し、今日も続いている。ウィーンのベートーヴェンにフォルテピアノを送り、ベートーヴェンもこの楽器を愛用したようである。

#### モダンピアノへの変化、20世紀後半の再興
フォルテピアノは大幅な技術革新を続け現代のピアノへと変化していった。19世紀後半には、古楽復興の先駆者であるアーノルド・ドルメッチが3台のフォルテピアノを製作している。しかし、彼のフォルテピアノ再興の試みは当時としては異質であり、広い普及にはつながらなかった。
20世紀も後半になって、古楽復興運動の中でチェンバロの再興にやや後れて、フォルテピアノの本格的な再興も始まった。今日も盛んに古いフォルテピアノの修復や、古い楽器をモデルとした新しい楽器の製作が行われている。現代の代表的な製作家には、フィリップ・ベルト、ポール・マクナルティ、ロドニー・レジエなどがあげられる。また、チェンバロ同様、専門家によるキットからの製作も行われている。
フォルテピアノの再興により、18世紀から19世紀初期の音楽を当時の様式の楽器で演奏する活動も盛んとなり、音楽の解釈にも影響を与えている。より多くの音楽学校で、フォルテピアノを習ぶコースが開設されている。ブルージュの古楽コンクールや、ワルシャワのショパン研究所が主催するショパン国際ピリオド楽器コンクールなど、いくつかのフォルテピアノコンクールがある。

#### 現代におけるフォルテピアノ専門家
多くの現代のチェンバロ奏者やピアノ奏者、そしてフォルテピアノ専門の奏者がフォルテピアノの演奏を行っている。パウル・バドゥラ＝スコダ、トゥルーデリーズ・レオンハルト、マルコム・ビルソン、イェルク・デームス、グスタフ・レオンハルト、トレヴァー・ピノック、ピーター・ゼルキン、アンドレアス・シュタイアー、ヨス・ファン・インマゼール、アンドラーシュ・シフ、クリスティアン・ベザイデンホウト、アレクセイ・リュビモフ、ラベック姉妹、シェン・ユエン、リチャード・エガー、リチャード・フラー、ロバート・ヒル、ジョフリー・ランカスター、ウラジーミル・フェルツマン、ロバート・レヴィン、スティーヴン・ルービン 、バート・ヴァン・オート、ヴィヴィアナ・ソフロニツキー、メルヴィン・タン、オルガ・パシチェンコなど多数が録音を発表している。